# 大卢基国立体育运动学院
大卢基国立体育运动学院（俄语缩写韦ВЛГАФК）是俄罗斯普斯科夫州大卢基的一所高等教育机构。该大学着重于培养体育教师、体校教练员、健身教练员、理疗教练员及体育康复中心从业人员、体育管理人员和管理人员、群众性体育文化和体育赛事的组织者。

## 历史
由于中小学和高等教育机构体育教师数量不足，以及俄罗斯西北地区缺乏体育教练，因此需要在俄罗斯西北部建立体育学院。

在1970年6月19日，在普斯科夫州大卢基市，大卢基师范学院被撤销，并成立了莱斯加夫特国立体育运动与健康大学大卢基分校。
2002年，该学院获得国家体育学院地位。现在，大卢基国立体育运动学院已获得开展教育活动的权利许可。

## 院系
该学院设有三个院系：
- 体育与运动学院，
- 社会科学与人文学院
- 远程学习学院